# Need for Speed: Carbon
Need for Speed: Carbon je dirkaška videoigra in deseta igra iz serije Need for Speed, ki je izšla leta 2006.
Navdih za okolje kjer se igra odvija so črpali v mestih: Las Vegas, San Francisco, Los Angeles, Santa Fe, Phoenix, San Diego, Seattle (vse v ZDA) in Vancouver (Kanada). Vse to so združili v izmišljenem mestu, ki so ga poimenovali Palmont. Okrožja tega mesta imajo od 5 do 7 soseščin. Eden od ciljev igre je osvojiti čim več le-teh, kar igralec doseže z zmagovanjem v dirkah. Tekom igre je možno izbirati med 46 različnimi avtomobili, ki jih je možno tudi predelovati.
Različice za PlayStation Portable, Nintendo DS in Game Boy Advance imajo naslov Need For Speed Carbon: Own the City. Postavljene so v drugo mesto in imajo tudi drugačno zgodbo.

## Sistemske zahteve
Windows 2000/Windows XP, 1.7 Ghz CPE, 512Mb RAM-a ali več, grafična kartica kompatibilna z  DirectX 9 (ATI Radeon 8500 ali novejša; NVIDIA GeForce 4 Ti ali novejša)